# Limoux
Limoux é uma comuna francesa na região administrativa de Occitânia, no departamento de Aude.
Estende-se por uma área de 32,41 km². Em 2010 a comuna tinha 10 625 habitantes (densidade: 327,8 hab./km²).

## O carnaval

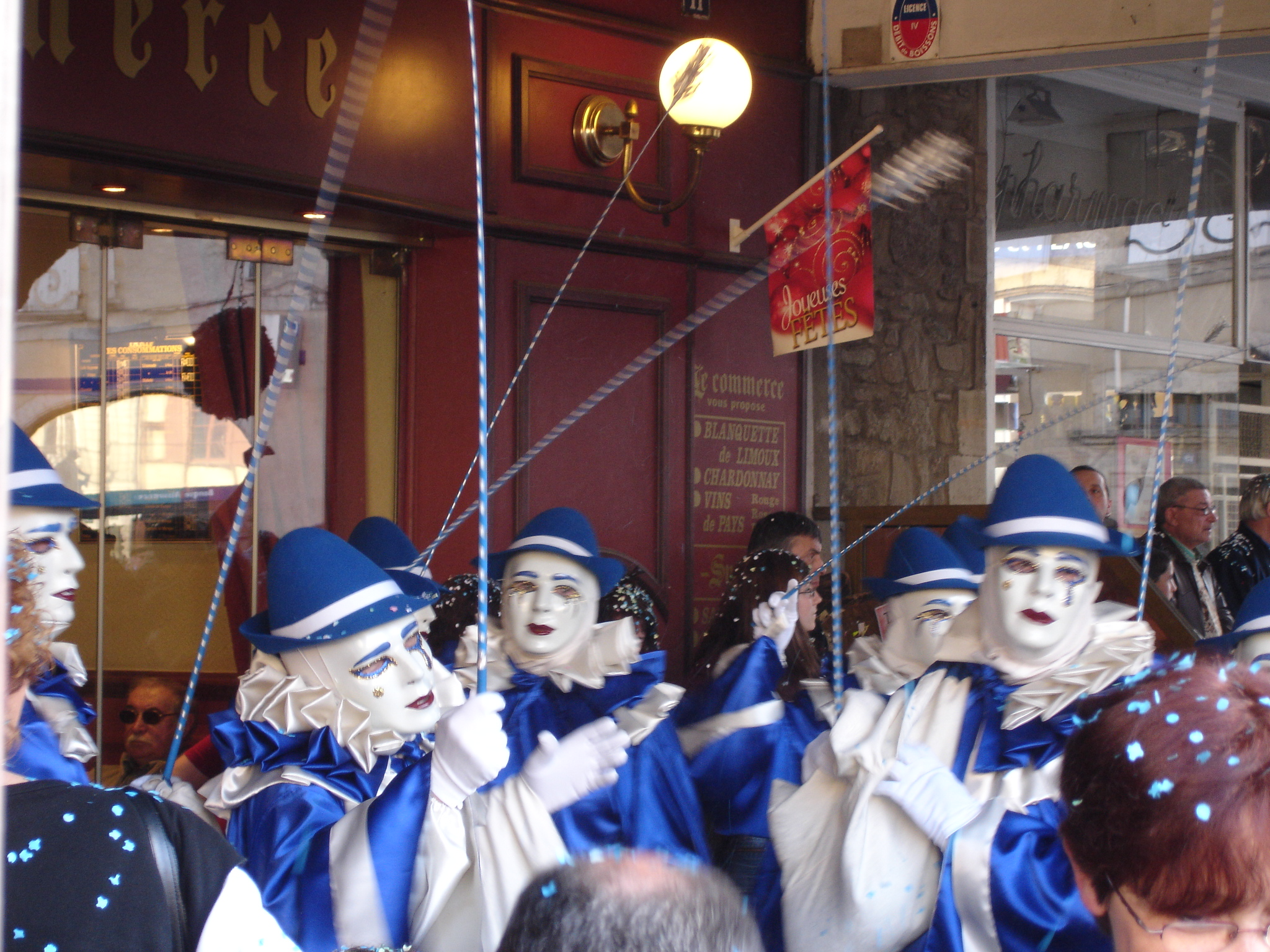
Uma banda ao Carnaval de Limoux

Nesta cidade tem um Carnaval famosissimo em toda a França, que dure très meses, de janeiro atè março, por todos os finais de semana.

## Demografia
| 1793  | 1800  | 1806  | 1821  | 1831  | 1836  | 1841  | 1846  | 1851  |
| ----- | ----- | ----- | ----- | ----- | ----- | ----- | ----- | ----- |
| 5 100 | 5 142 | 5 723 | 5 915 | 6 247 | 7 105 | 7 417 | 7 444 | 7 776 |

| 1856  | 1861  | 1866  | 1872  | 1876  | 1881  | 1886  | 1891  | 1896  |
| ----- | ----- | ----- | ----- | ----- | ----- | ----- | ----- | ----- |
| 6 835 | 6 937 | 6 770 | 5 897 | 6 661 | 6 283 | 6 810 | 6 371 | 6 684 |

| 1901  | 1906  | 1911  | 1921  | 1926  | 1931  | 1936  | 1946  | 1954  |
| ----- | ----- | ----- | ----- | ----- | ----- | ----- | ----- | ----- |
| 7 084 | 7 223 | 7 010 | 6 640 | 7 639 | 7 797 | 8 193 | 7 587 | 8 334 |

| 1962 | 1968   | 1975   | 1982   | 1990  | 1999  | 2007  | - | - |
| --- | ------ | ------ | ------ | ----- | ----- | ----- | - | - |
| 9 603 | 10 824 | 11 101 | 10 206 | 9 665 | 9 411 | 10169 | - | - |
| Para os censos de 1962 a 2006 a população legal corresponde à popolução sem duplicidades, segundo define o INSEE. |        |        |        |       |       |       |   |   |

## Conexões externas
- Storia del Carnevale di Limoux (Do Site da Associação Mémoire historique de Limoux)